# Compsodrillia gonae
Compsodrillia gonae é uma espécie de gastrópode do gênero Compsodrillia, pertencente à família Pseudomelatomidae.